# Dove (choklad)

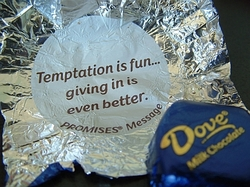
Dove Promises.

Dove (även Galaxy i Storbritannien, Irland och mellanöstern) är ett märke på choklad och glass som tillverkas av bolaget Mars Incorporated. Namnet kommer av Dove Candies & Ice Cream, som var en kedja godisbutiker ägda av Leo Stefanos. När hans företag köptes 1986 följde namnet med. 